# Streblus asper
Streblus asper är en mullbärsväxtart som beskrevs av João de Loureiro. Streblus asper ingår i släktet Streblus och familjen mullbärsväxter. Inga underarter finns listade i Catalogue of Life.
Artepitet i det vetenskapliga namnet är det latinska ordet asper (grov). Det syftar på bladens ovansida.
Växten är utformad som en buske eller som ett upp till 15 meter högt träd. De ovala bladen når en längd av 5 till 10 cm. Artens blommor har en gulgrön färg som inte är påfallande. Blommor av han- och hönkön finns vanligen på olika träd och ibland på samma träd. Frukten med en storlek som liknar en ärta har en gul färg när den är mogen och den innehåller ett frö. Blommningen sker oftast i februari och mars.
Utbredningsområdet sträcker sig från Indien till Java, Filippinerna och Moluckerna. Växten ingår i skogar.
Träet används för att framställa bärstång och vagnhjul samt som ved.
För beståndet är inga hot kända och hela populationen anses vara stor. IUCN listar arten som livskraftig (LC).

## Bildgalleri

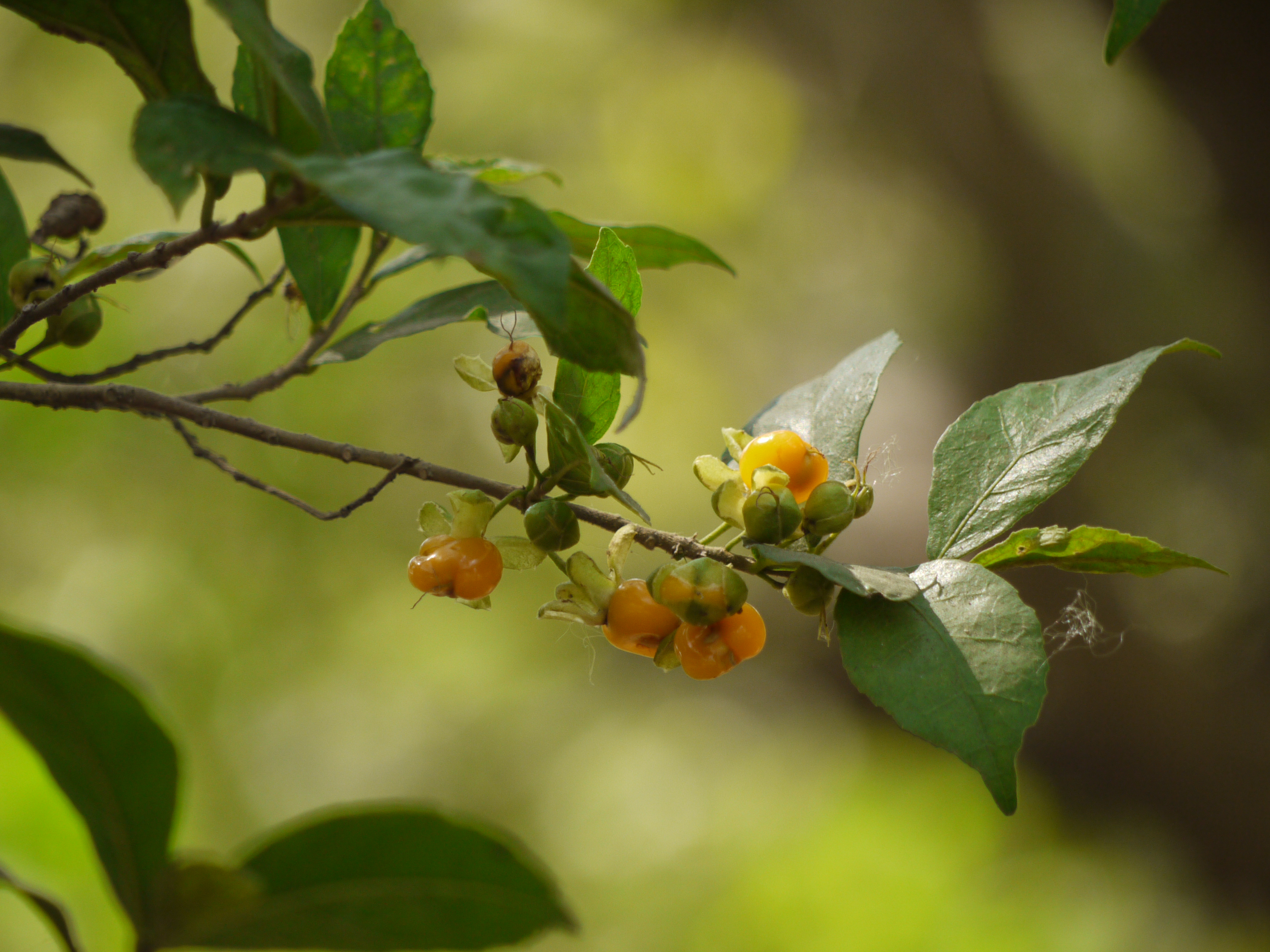
Kvist med frukter